# Functional endoscopic sinus surgery
FESS staat voor Functional Endoscopic Sinus Surgery, en is een techniek voor operaties aan het inwendige van de neus en de neusbijholten. Bij een FESS wordt een endoscoop ingebracht in de neus. Door de endoscoop kunnen instrumenten worden gebracht en bestaat de mogelijkheid om door de endoscoop in de neusholte te kijken zodat een operatie aan de neus en de bijholten kan worden uitgevoerd zonder dat er uitwendige littekens ontstaan. Ingrepen die via de FESS techniek kunnen worden uitgevoerd zijn bijvoorbeeld het verwijderen van neuspoliepen en de behandeling van chronische sinusitis.

## Complicaties
De belangrijkste complicaties van deze operatietechniek zijn een nabloeding en een infectie. Omdat soms tot vlak onder het schedeldak moet worden geopereerd bestaat (zeldzaam) het risico op lekkage van hersenvocht. Slechts in zeer zeldzame gevallen kan er een oogprobleem ontstaan.